# Maldição do conhecimento
A maldição do conhecimento é um viés cognitivo que ocorre quando um indivíduo, que está se comunicando com outros indivíduos, presume que outros indivíduos têm um plano de fundo similar e profundidade de conhecimento para entender. Esse viés também é chamado por alguns autores de maldição da perícia.
Por exemplo, em um ambiente de sala de aula, os professores têm dificuldade porque não podem se colocar na posição do aluno. Um professor experiente pode não se lembrar mais das dificuldades que um jovem estudante encontra ao aprender um novo assunto. Essa maldição do conhecimento também explica o perigo por trás de pensar a aprendizagem dos alunos com base no que parece melhor para os professores, em oposição ao que foi verificado com os alunos.